# Faidherbe – Chaligny
Faidherbe - Chaligny – stacja linii nr 8 metra  w Paryżu. Stacja znajduje się pomiędzy 11. a 12. dzielnicą Paryża.  Została otwarta 5 maja 1931 r.